# 1973-as magyar férfi vízilabda-bajnokság (másodosztály)
Az 1973-as magyar férfi másodosztályú vízilabda-bajnokság A csoportjában tíz csapat indult el, a csapatok két kört játszottak.

## Tabella
| #   | Csapat             | M  | Gy | D | V  | G+  | G-  | P  | Megjegyzés     |
| --- | ------------------ | -- | -- | - | -- | --- | --- | -- | -------------- |
| 1.  | Szolnoki Dózsa     | 18 | 17 | 0 | 1  | 177 | 51  | 34 |                |
| 2.  | Szegedi EOL SC     | 18 | 16 | 0 | 2  | 122 | 49  | 32 |                |
| 3.  | KSI                | 18 | 13 | 1 | 4  | 98  | 77  | 27 |                |
| 4.  | Tipográfia TE      | 18 | 10 | 1 | 7  | 72  | 63  | 21 |                |
| 5.  | BSE                | 18 | 10 | 1 | 7  | 73  | 80  | 20 | 1 pont levonva |
| 6.  | MAFC               | 18 | 8  | 3 | 7  | 84  | 89  | 19 |                |
| 7.  | HÓDIKÖT SE         | 18 | 3  | 1 | 14 | 57  | 113 | 7  |                |
| 8.  | VM Egyetértés      | 18 | 2  | 3 | 13 | 68  | 114 | 6  | 1 pont levonva |
| 9.  | Tatabányai Bányász | 18 | 3  | 0 | 15 | 54  | 105 | 6  |                |
| 10. | Elektromos SE      | 18 | 2  | 2 | 14 | 59  | 113 | 6  |                |

* M: Mérkőzés Gy: Győzelem D: Döntetlen V: Vereség G+: Dobott gól G-: Kapott gól P: Pont

## Osztályozó az OB I-be jutásért
Szentesi Vízmű–KSI 6–5, 2–2

## OB II/B
Bajnokság végeredménye: 1.Bp. Építők; 2.Csatornázási Művek SK; 3.Miskolci Vasutas SC; 4.Kecskemét; 5.Egri Vízmű; 6.Szentes II; 7.Pécs; 8.Debrecen;